# Bernhard Bendel
Bernhard Bendel (Steinefrenz, 20 de octubre de 1908-Mammolshain, 19 de enero de 1980) fue un sacerdote católico alemán y fundador del Opus Spiritus Sancti.

## Biografía
Bernhard Bendel nació en el seno de familia católica alemana de agricultores, de Steinefrenz, el 20 de octubre de 1908. Era el mayor de once hermanos. Sus padres fueron Heinrich Georg Bendel y Ehefrau Katharina. Después de la escuela primaria y las clases privadas de latín, Bendel se inscribió en la escuela secundaria Untertertia des Gymnasiums de Hadamar. En 1928 comenzó sus estudios en la Facultad de Filosofía y Teología Sankt Georgen de Fráncfort del Meno. El 8 de diciembre de 1933 fue ordenado sacerdote en la catedral de Limburgo por el obispo Antonius Hilfrich.
Bendel ocupó los cargos de capellán en Bad Schwalbach (1934-1936), capellán de Geisenheim (1936-1937), coadjutor de Neuenhain (1937-1940), capellán de Hattersheim (1940), curador de la parroquia de Mammolshain (1940-1980) y vicario general de la diócesis de Limburgo (1949-1980). El 28 de mayo de 1950 fundó el Opus Spiritus Sancti, una asociación de fieles que agrupa dos sociedades de vida apostólica y tres institutos seculares de derecho diocesano. Murió en Mammolshain el 19 de enero de 1980.